# Термаикос
Термаико́с (греч. Θερμαϊκός Κόλπος), также Салони́кский зали́в — залив Эгейского моря к западу от полуострова Халкидики. На берегу залива находится второй по величине город Греции — Салоники.

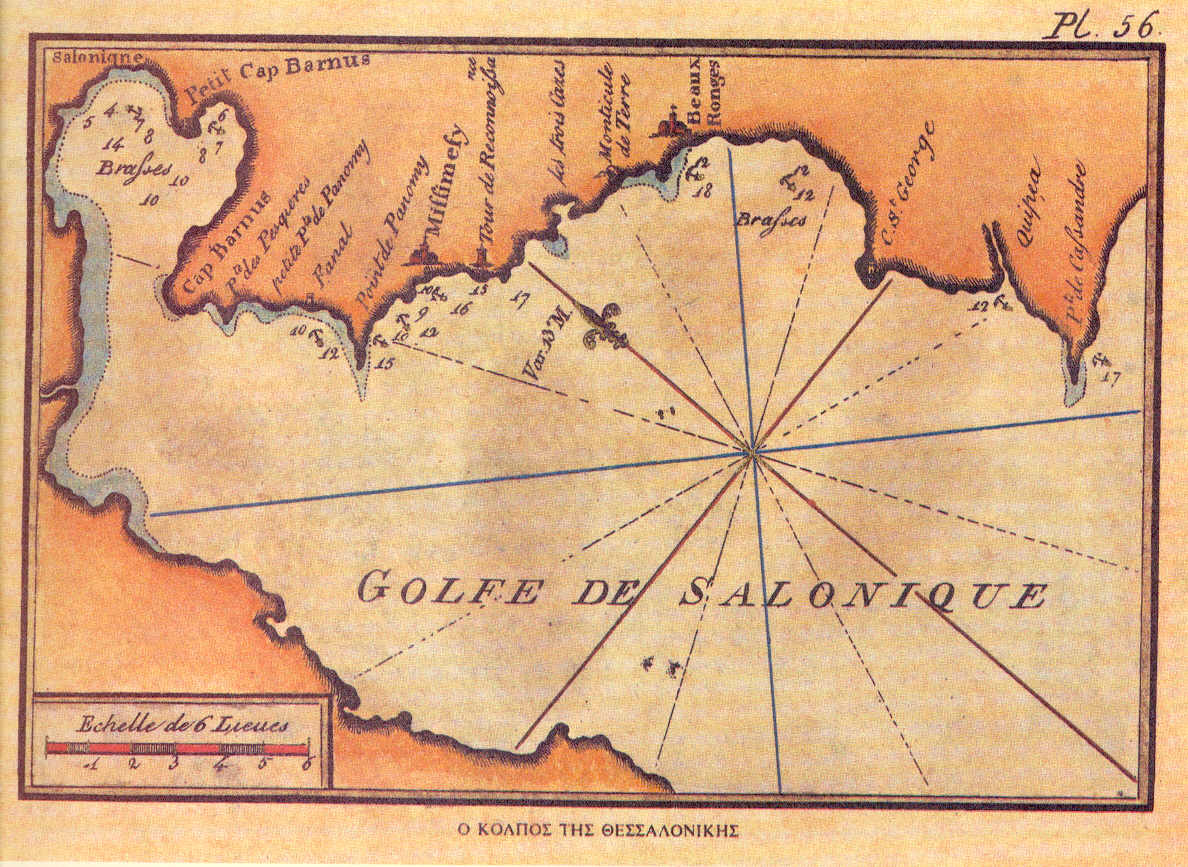
Залив Термаикос на французской карте 1764 года

Залив вытянут с юго-востока на северо-запад и полностью находится в территориальных водах Греции. Длина залива около 100 км. На залив выходят следующие номы (по часовой стрелке): Магнисия, Лариса, Пиерия, Иматия, Салоники, Халкидики. Название залива происходит от древнегреческого города Ферма (др.-греч. Θέρμη, лат. Therma) в Мигдонии, бывшего предшественником Салоник. В античной географии известен как Фермейский залив. В римские времена залив назывался лат. sinus Thermaicus. Используются также названия Македонский залив и Солунский залив.

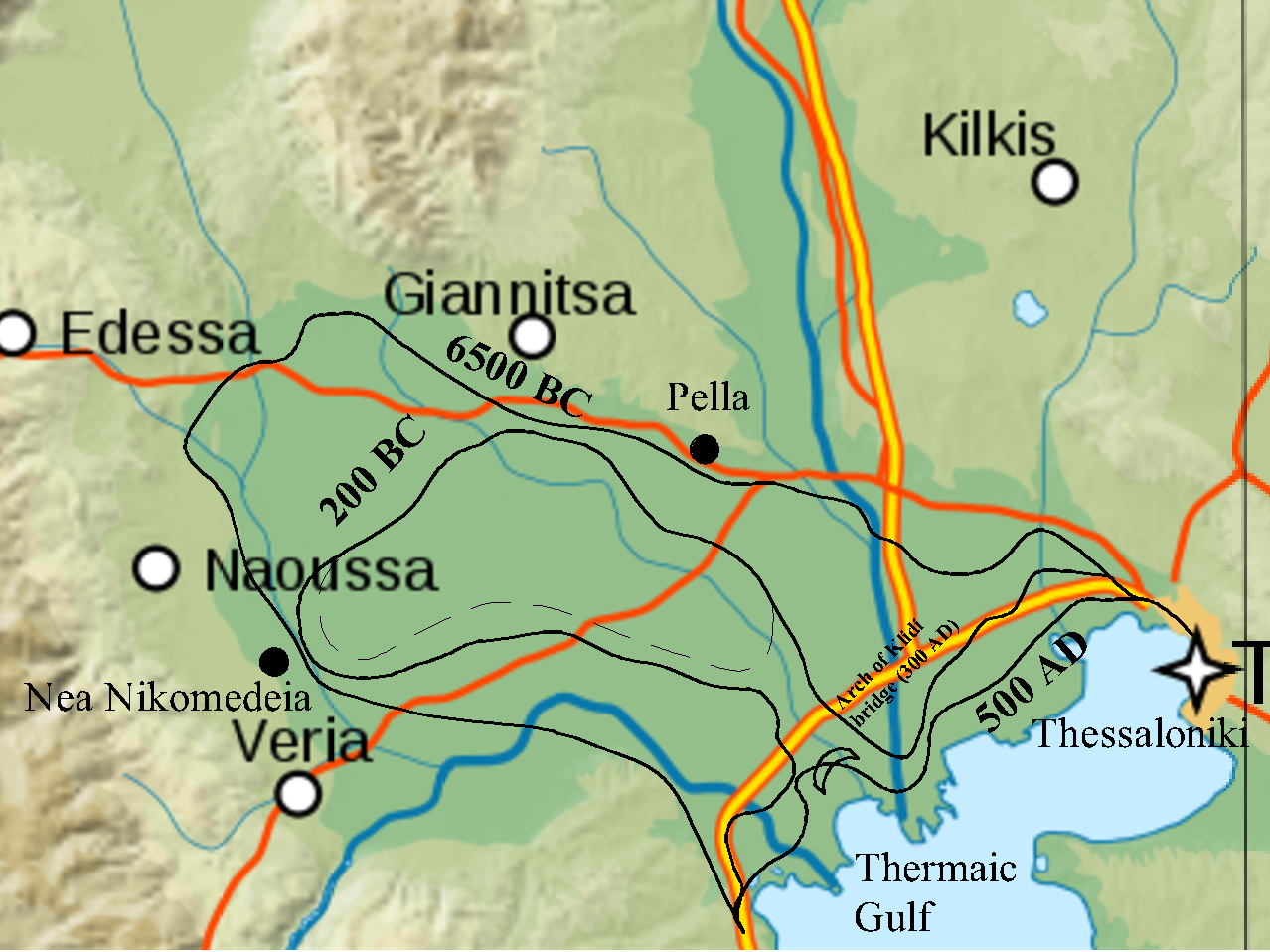
Рост аллювиальной равнины к западу от Салоник и изменение береговой линии залива Термаикос. Реконструкция (Bottema, S. 1974)

В залив впадают реки Пиньос, Альякмон и Аксьос (Вардар), а также несколько более мелких. Огромное количество аллювия, переносимое реками (главным образом, реками Аксьос и Альякмон), вследствие длительного накопления (аккумуляции) в мелком заливе Термаикос образовали обширную аллювиальную равнину к западу от Салоник. Берега залива представляют собой частично пляжи, частично заросшие травой болота (особенно в северной части залива). На севере (Пиерийская долина, Πιερία κοιλάδα) и на юге на берег залива выходят равнины, в прочих направлениях — горы и холмы, самая высокая из которых — гора Олимп.
На залив Термаикос выходят тринадцать портов, из которых крупнейший — порт Салоник. По западному берегу залива проходит шоссе Автострада 1/Европейский маршрут E75 (Афины — Ламия — Салоники); по восточному — Автострада 24 (Салоники — Неа-Муданья).
В районе Салоник было отмечено сильное загрязнение залива.
В порту Мефона на побережье залива Термаикос, основанном выходцами из эвбейского полиса Эретрия, найдена чаша из Лесбоса с надписью, вырезанной после обжига, датируемая концом VIII — началом VII века до н. э.

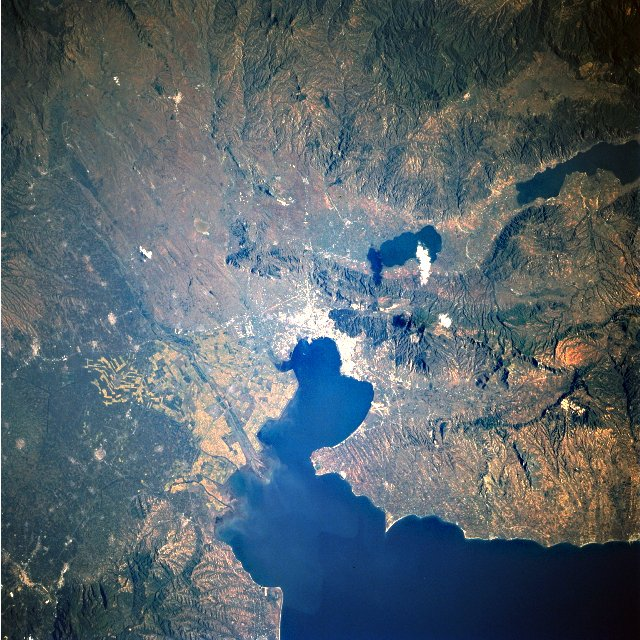
Залив Термаикос и город Салоники
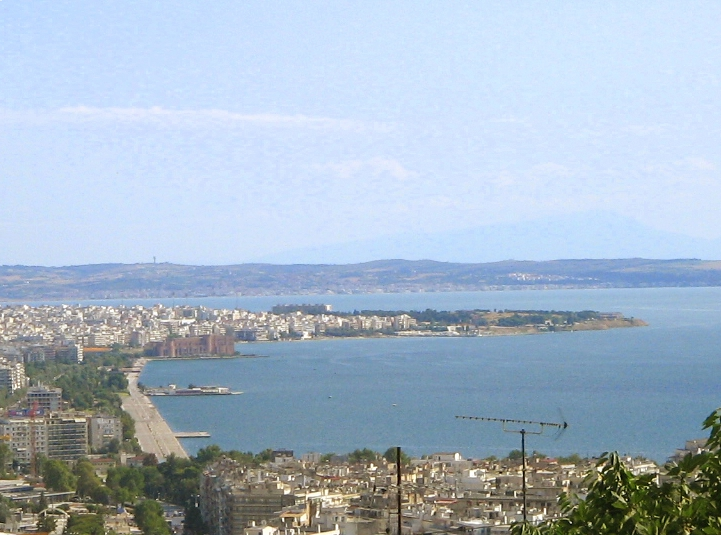
Залив Термаикос из Салоник